# Willem August Sirtema van Grovestins
Willem August Sirtema baron van Grovestins (Leeuwarden, 29 mei 1740 - Praag, maart 1813) was een Nederlands militair, politicus en bestuurder. Hij was gouverneur van Demerary van 31 maart 1793 tot mei 1795.

## Biografie
Sirtema van Grovestins was in 1740 geboren in Leeuwarden als zoon van Douwe Sirtema van Grovestins, de hofmeester van stadhouder Willem IV. Hij diende in het leger waar hij de rang van generaal-majoor had behaald. In 1772 werd hij lid van de Staten-Generaal van de Nederlanden voor de steden van Friesland. In Den Haag woonde hij in Korte Vijverberg 3 dat tegenwoordig gebruikt wordt door het Kabinet van de Koning. Hij had tot 1776 in de Staten gediend.
In 1751 had zijn vader de suikerplantage Princes Carolina gekocht in Demerary (nu: Guyana) en vernoemd naar Carolina van Oranje-Nassau. In augustus 1788 werd Sirtema van Grovestins door stadhouder Willem V aangesteld in een commissie om de politieke en economische aangelegenheden van de koloniën Demerary en Essequebo te onderzoeken. De patriotten in de Raad van Politie, de wetgevende macht, waren niet blij met de commissie vanwege de hoge kosten die moesten worden betaald door de koloniën. De commissie besloot dat de koloniën een onderdeel moesten worden van de Republiek der Nederlanden, en door de Raad van Koloniën moesten worden bestuurd. Een van eerste besluiten van de Raad was het benoemen van Sirtema van Grovestins als directeur-generaal (gouverneur) van Demerary.
De commissie bezocht ook Curaçao om onderzoek te doen naar de aanhoudende problemen op het eiland tussen gouverneur Johannes de Veer, de plaatselijke Grote Raad en de bevolking. Zij kwamen op 31 augustus 1789 aan in Curaçao en bleven er drie maanden. De commissie concludeerde dat de gouverneur en de Raad te zwak optraden en daardoor verantwoordelijk waren voor de ontstane situatie.
Sirtema van Grovestins werd op 31 maart 1793 geïnstalleerd als directeur-generaal van Demerary. Op 18 januari 1795 ontvluchtte stadhouder Willem V de Republiek der Nederlanden. Groot-Brittannië verleende hem asiel. Tijdens zijn ballingschap schreef Willem V de brieven van Kew aan de koloniale gouverneurs waarin hij hen verzocht de kant van de Groot-Brittannië te kiezen. Op 23 april werd de geheime brief door Sirtema van Grovestins besproken met de Raad van Politie, maar er waren meer patriotten dan orangisten, en de koloniën bleven bij de Bataafse Republiek.
Op 4 mei 1795 kwam het Britse schip HMS Zebra aan in de haven van Stabroek (nu: Georgetown), en bood Britse bescherming tegen een mogelijke Franse aanval. De Raad van Politie beantwoordde dat ze het aanbod niet konden aannemen. Sirtema van Grovestins ging aan boord van de HMS Zebra, en ze voer op 6 mei weg. Hij keerde nooit terug naar Demerary, maar plantage Princes Carolina bleef tot 1820 eigendom van de familie. Princess Carolina ligt tegenover Timehri en telde 25 inwoners in 2012. Antony Beaujon werd door de Raad van Politie benoemd als zijn opvolger.
Sirtema van Grovestins overleed in maart 1813 in Praag op 72-jarige leeftijd.

## Familie
Sirtema van Grovestins kreeg drie zoons. Zijn jongste zoon, ook genaamd Willem August (1766-1810), werd kamerheer van Frans I, keizer van Oostenrijk.